# Jan van Nieuwenhove (17e eeuw)

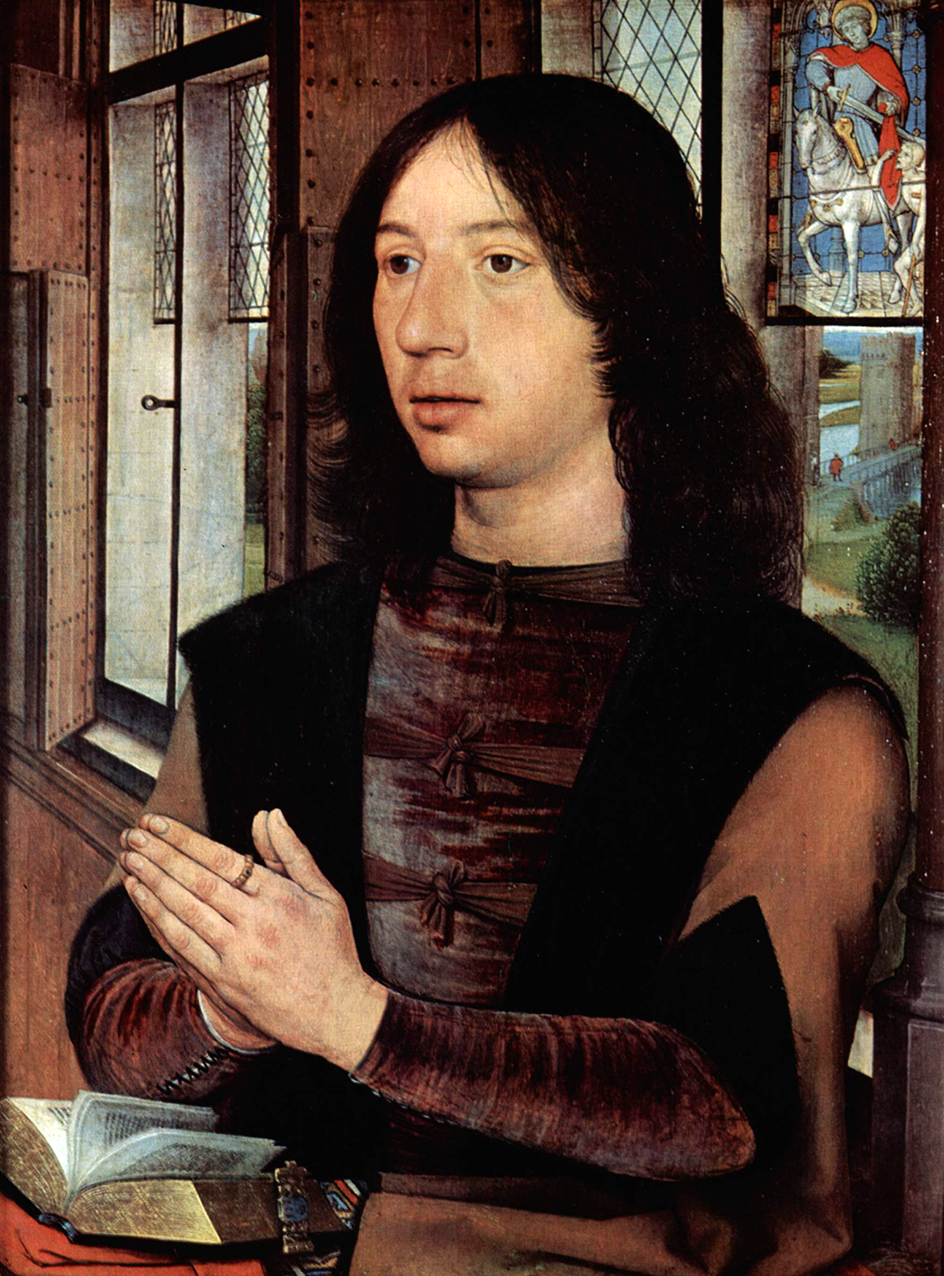
Portret door Hans Memling van Maarten van Nieuwenhove, overgrootvader van Jan Van Nieuwenhove

Jan van Nieuwenhove (eerste helft zeventiende eeuw) was burgemeester van Brugge.

## Levensloop
Van Nieuwenhove stamde uit het adellijk geslacht van de Van Nieuwenhoves. Hij was zelf heer van Wommelbeke en bleef vrijgezel.
Hij was een achterkleinzoon van Maarten van Nieuwenhove die op onsterfelijke wijze door Hans Memling werd geportretteerd.
Hij was een kleinzoon van Jan van Nieuwenhove († 21 oktober 1531) en van Louisa de Mouscron († 8 augustus 1535). Hij was een zoon van Jan van Nieuwenhove en van Suzanna van Themseke. Zijn vader vervulde ambten in het Brugse stadsbestuur: thesaurier in 1584-1595, 1604-1605 en 1605-1606; schepen in 1596-1597; raadslid in 1602-1603. Hij was ook lid en proost van de Edele Confrérie van het Heilig Bloed.
Vader en zoon Van Nieuwenhove bestuurden mee de stad tijdens de periode van heftige aanvallen door Hollandse troepen onder het bevel van Maurits van Nassau, maar ook van het Twaalfjarig Bestand (1609-1621).

## Stadsbestuur
Jan junior speelde nog een belangrijker rol dan zijn vader in het Brugse stadsbestuur, als volgt:
- 1606-1607: schepen
- 1607-1608: raadslid
- 1608-1609: raadslid
- 1609-1610: schepen
- 1611-1612: schepen
- 1612-1613: eerste raadslid
- 1614-1615: burgemeester van de raadsleden
- 1615-1616: raadslid
- 1616-1617: eerste schepen
- 1617-1618: burgemeester van de schepenen
- 1618-1619: schepen
- 1621-1622: raadslid
- 1633-1634: raadslid.

Jan van Nieuwenhove wisselde tijdens zijn leven in het stadsbestuur af met zijn broer Maarten die hem ook na zijn dood opvolgde, maar die niet, zoals zijn broer, de hoogste ambten van burgemeester bekleedde. Tussen 1617 en 1655 behoorde hij vijftienmaal tot het stadsbestuur, tienmaal als raadslid, viermaal als schepen en eenmaal als hoofdman van het Sint-Donaassestendeel. Hij was de laatste van zijn geslacht.

## Bron
- Stadsarchief Brugge, Register van de Wetsvernieuwingen.